# 미미 레시오스
미미 레시오스(Mimi Lesseos, 1964년 2월 25일 ~ )는 미국의 배우, 프로 레슬링 선수, 각본가, 킥복싱 선수, 스턴트 배우, 영화 제작자이다.

## 영화
- 닥터 퀸 - 더 무비 (1999, Dr. Quinn Medicine Woman: The Movie)
- 적과의 동행 (1995년)
- 분노의 거리 (1994년)
- 더 라스트 라이더스 (1992년)
- 파이널 임팩트 (1992년)
- 아메리칸 엔젤스 (1989년)